# Коллиано
Коллиано (итал. Colliano) — коммуна в Италии, располагается в регионе Кампания, в провинции Салерно.
Население составляет 3829 человек, плотность населения составляет 71 чел./км². Занимает площадь 54 км². Почтовый индекс — 84020. Телефонный код — 0828.
Покровителем коммуны почитается Лев IX, папа римский. Праздник ежегодно празднуется 20 июля.